# Eubacterium hallii
Eubacterium hallii è una specie di batterio appartenente alla famiglia delle Eubacteriaceae.